# Oliver Scheffel
Oliver Scheffel (* 18. August 1980 in München) ist deutscher Schauspieler und Synchron-, Hörbuch-, Hörspiel- und Offsprecher. Er arbeitet auch als Trainer und Coach. Gründer von „State Switcher“.

## Leben
Geboren wurde er als Sohn des Dipl.-Maschinenbauingenieurs Bernd Scheffel und der Opernsängerin Martha Scheffel (geb. Ecclestone).
Im Alter von 5 bis 15 Jahren spielte Oliver Scheffel Klavier und nahm an einigen Jugendkonzerten teil. Nach der Pubertät verschob sich sein Interesse hin zur darstellenden Kunst. Im Jahr 2000 gab er sein Debüt als Schauspieler in der Hauptrolle des Pierre im Stück „Das Spiel ist aus“ von Jean-Paul Sartre mit dem Ensemble des Max-Planck-Gymnasiums.
Seine Schauspielausbildung absolvierte Oliver Scheffel anschließend an der Internationalen Schule für Schauspiel und Acting (ISSA) in München sowie durch privaten Schauspiel- und Sprechunterricht.

## Synchronrollen (Auswahl)

### Filme
- 2009: Tory Kittles als Sherman in A Perfect Getaway
- 2014: Masi Oka als Ken Tanaka in Jobs
- 2015: Jack Huston als Ira (jung) in Kein Ort ohne dich
- 2016: Bill Hader als Zippy in Popstar: Never Stop Never Stopping
- 2016: Mark Webber als Daniel in Green Room
- 2017: Tom Sturridge als Lord Byron in Mary Shelly
- 2018: Milo Ventimiglia als Trey in Manhattan Queen
- 2018: Milo Ventimiglia als Robert Balboa in Creed II - Rocky’s Legacy
- 2019: Dack DeVos als SGT Josh Hardt in The Outpost - Überleben ist alles
- 2020: Dacre Montgomery als Nick in The Broken Hearts Gallery
- 2021: Christian Rubeck als Dave in The Trip - Ein mörderisches Wochenende

### Serien
- 2014: Ben Cotton als Red in The 100
- 2015: Yūichi Nakamura als  Guren Ichinose in Seraph of the End, Owari no Seraph
- 2015–2017: Alex Mallari junior als Vier in Dark Matter
- 2016: Kōsuke Toriumi als Nephrite in Sailor Moon Crystal
- 2016: Yūichi Nakamura als Basara Toujou in Shinmai Maō no Testament
- 2016: Liam Garrigan als König Artus in Once Upon a Time – Es war einmal …
- 2016: Bradley James als Damien Thorn in Damien
- 2017: Morten Svartveit als Kristoffer Lund in Der Grenzgänger
- 2017–2022: Milo Ventimiglia als Jack Pearson in This Is Us – Das ist Leben
- 2018: Tahar Rahim als Ali Soufan in The Looming Tower
- 2018–2019: Daniel Ings als Andy in Instinct
- 2018–2022: Rupert Evans als Harry Greenwood in Charmed
- 2020: David Del Rio als Mateo Garcia in The Baker and the Beauty
- seit 2020: Michael Oosterom als Cornelius in Erde an Ned
- 2020–2025: Rob McElhenney als Ian Grimm in Mythic Quest
- seit 2022: Ebon Moss-Bachrach als Richard „Richie“ Jerimovich in The Bear: King of the Kitchen
- seit 2023: Sam Reid als Lestat de Lioncourt in Interview with the Vampire
- seit 2023: Kenta Miyake als Murdock in Pokémon Horizonte: Die Serie
- seit 2023: Jay Baruchel als Carter in Fubar

## Filmografie (Auswahl)
- 2009: Badewanne zum Glück (Kurzfilm)
- 2010: Die Rosenheim-Cops – Tödliche Neugier
- 2011: Weißblaue Geschichten – Ein ganz besonderer Empfang
- 2012: Rosamunde Pilcher – Die Frau auf der Klippe
- 2013: Restalkohol
- 2013: Hubert und Staller – Auf sanften Pfoten kommt der Tod
- 2014: Im Nesseltal
- 2015: SOKO Kitzbühel – Kaspressknödel XXL
- 2018: Schmucklos
- 2018: Restguthaben
- 2019: Watzmann ermittelt